# Den yderste dom
Den yderste dom (russisk: Андрей Рублёв, translit: Andrej Rubljov) er en sovjetisk historisk og biografisk film fra 1966, der er løst baseret på ikonmaleren Andrej Rubljov og dennes liv. Filmen er produceret af Mosfilm og instrueret af den sovjet-russiske filminstruktør Andrej Tarkovskij, der skrev manuskriptet sammen med Andrej Kontjalovskij. Filmen er resultatet af en om-redigeret udgave af Tarkovskijs oprindelige film Passionen ifølge Andrej, der under den første del af Bresjnev-æraen blev nægtet udgivelse af den sovjetiske filmcensur.
Den yderste dom foregår i Rusland i begyndelsen af 1400-tallet. Selvom filmen kun er løst baseret på Andrej Rubljovs liv, søger den at give et realistisk portræt af middelalderens Rusland. Tarkovskij søgte med sin anden spillefilm at skabe en film, der viser kunstneren som "en verdenshistorisk figur" og "kristendommen som et aksiom for Ruslands historiske identitet" i en turbulent periode af russisk historie.
På grund af filmens temaer, herunder kunstnerisk frihed, religion, politisk tvetydighed og autodidaktisme, blev filmen som følge af doktrinen om statsateisme ikke officielt udgivet i Sovjetunionen førend flere år efter filmens færdiggørelse, bortset fra en enkelt visning i Moskva i 1966. En version af filmen blev vist på Filmfestivalen i Cannes i 1969 uden for konkurrence, men modtog de internationale kritikeres pris (FIPRESCI-prisen). I 1971 blev filmen udgivet i USSR i en censureret udgave. Filmen blev yderligere klippet ned af kommercielle årsager, da den i 1973 blev udgivet i USA gennem Columbia Pictures. Der eksisterer således flere udgaver af filmen.
På trods af problemerne med censur og flere afkortede udgaver, blev filmen hurtigt anerkendt af mange vestlige kritikere og filminstruktører som et yderst originalt og gennemført værk. Særlig efter filmen blev bragt tilbage til sin originale version er Den yderste dom blevet betragtet som et mesterværk, der ofte medtages på lister over verdens bedste film.
Filmen havde dansk premiere den 4. oktober 1973 i Alexandra Biografen under titlen Den yderste dom - Andrej Rubljov. Filmen havde repremiere i Vester Vov Vov i 1981 og igen i Husets Biograf i 2007.

## Handling
Den yderste dom foregår i 1400-tallets Rusland, en turbulent periode præget af kampe mellem rivaliserende russiske fyrster og tatariske invasioner. Filmen har ikonmaleren Andrej Rubljovs liv som omdrejningspunkt og er opdelt i otte episoder. Filmen har en prolog og en epilog, der kun er løst relateret til filmens handling. Rubljov optræder i alle otte dele, men er ikke hovedpersonen i alle delene. Blandt de øvrige karakterer er de historiske ikonmalere Theofanes grækeren og Daniil Tjornyj, begge kunstnere, som Rublev samarbejdede med fra tid til anden. Andre vigtige biroller er fiktive: munken Kirill, den stumme Durotjka (en "hellig tåbe") og den unge Boriska.
Prolog
Uden nogen angivelse af tid og uden nogen direkte henvisning til hovedplottet og -personen viser prologen succes og fiasko for en dristig bedrift: fra tårnet i en kirke på landet forbereder nogle bønder flyvning med en luftballon. Bønderne har travlt, fordi en vred hob ("Dette er imod Gud!") trænger ind fra den nærliggende flod; Ikke desto mindre lykkes starten, og fra ballonskipperens perspektiv opleves den spændende følelse af at flyve - såvel som det bratte styrt.
Narren (1400)Sammen med Kirill og hans lærer Daniil tager Rubljov til Moskva for at arbejde som ikonmaler. Gennemblødt af tordenvejr på vejen søger de tilflugt på en gård, hvor en nar underholder bondefolket med sange, der håner de sekulære og kirkelige myndigheder. Kort efter ankommer beredne soldater, arresterer og tæver narren og smadrer hans instrument. De tre munke går videre.
Theofanes grækeren (1405-1406)Mens folket overværer en offentlig henrettelse, besøger Kirill den højt respekterede ikonmaler Theofanes. Theofanes tilbyder Kirill at blive Theofanes assistent på dennes næste opgave, udsmykningen af Bebudelseskatedralen i Moskva. Kirill indvilliger, men på betingelse af, at Theofanes kommer til Andronikovklosteret for dér at give Kirill tilbuddet i overværelse af de øvrige munke og Rubljov.
Theofanes sender imidlertid alene en budbringer, der i klostret i stedet giver tilbuddet til Rubljov. Rubljov accepterer uden først at afstemme med sine tidligere ledsagere. Daniil og Kirill blev skuffede og fornærmede; Daniil forsones med Rubljov ved dennes farvel, men Kirill giver afkald på klosterlivet og går ud "i verden".
Andrejs lidenskab (1406)Andrej tager til Moskva med sin lærling Foma. I samtaler med Foma og Theofanes, søger Rubljov efter det, der bestemmer hans kunstneriske arbejde. Rubljov og Theofanes diskuterer religion og religionens betydning for deres arbejde. I denne del af filmen indgår en genopførelse af Jesu korsfæstelse.
Festen (1408)En forårsaften er Rubljov og Foma ude at samle brænde, da de på magisk vis drages til en orgiastisk hedensk festival, hvor mænd og kvinder, sparsomt klædt eller helt nøgne, går gennem skoven med fakler og hengiver sig til fri kærlighed. Rubljov nærmer sig hedningene og betages af et korpulerende par, men opdages, tilfangetages og bindes til en hytte i en positur, som var han korsfæstet og trues med at blive druknet næste morgen. En af hedningekvinderne, Marfa, der alene er iført et dyreskin, opdager Rubljov, smider skindet og løsner Rubljov. Han forsøger at omvende hende med ord, hun forsøger at omvende ham med sin charme, selv før hun løsner ham ... Om morgenen vender Rubljov tilbage til sit følge, der venter ved floden. Fra båden er de vidne til, hvordan storhertugens soldater jager og tilfangetager hedningene. Kun Marfa kan flygte ved at svømme.
Den yderste dom (1408)Rubljov og Daniil arbejder i katedralen i Vladimir, hvor de har fået til opgave at udsmykke katedralen med et billede af Dommedag. Alt det forberedende arbejde er gjort, men efter to måneder er væggene stadig hvide. Biskoppens udsending kommer og forlanger at kunstnerne er færdige til efteråret. Rubljov tilstår over for Daniil, at opgaven frastøder ham, da Rubljov ikke vil male et billede, der skal skræmme folk til at tro. Rubljovs assistenter taber tålmodigheden, og Foma og andre rejser for at udføre et andet arbejde for storhertugens bror. Storhertugen, der er utilfreds med et arbejde udført at kunstnerne, og som er tilfreds med, at gruppen nu arbejder for broren, sender soldater ud, der møder kunstnergruppen på vejen, hvor de stikker deres øjne ud. Da Rubljov hører om dette, kaster han fortvivlet sort maling på de hvide vægge. Men ankomsten af den stumme "hellige nar", Durotjka, får Rubljov til at løsne sin kreative blokering.
Angrebet (1408)Forsoningen mellem storhertugen og hans ambitiøse yngre bror, arrangeret på opfordring fra metropolitanen, bliver ikke til noget. På et tidspunkt, hvor Storhertugen er i Litauen, angriber broren Vladimir i en alliance med tatarerne. Den forsvarsløse civilbefolkning lider under et forfærdeligt blodbad. Selv de, der søgte tilflugt i katedralen, blev ikke skånet, blandt dem Rubljovs assistenter. Rubljovs alterværker brændes ned. En angriber forsøger at bortføre Durotjka for at voldtage hende, men Rubljov dræber ham med en økse. Da blodbadet er ovre, har kun Rubljov og Durotjka overlevet. I den stærkt beskadigede katedral, midt i sine halvbrændte malerier, gennemfører Rubljov en samtale med den afdøde Theofanes. Rubljov vil afstå fra at male, da han har taget en anden mands liv. Theofanes forsøger at formilde ham, men Rubljov fastslår, at han ikke har mere at sige til folk, at han fra nu af vil være tavs.
Stilheden (vinteren 1412)Krig og hungersnød plager Rusland. Rubljov er tilbage i Andronikovklosteret. Han maler ikke længere og taler ikke. Durotjka er med ham. Kirill vender også tilbage til klosteret og lukkes ind efter længere diskussion. En gruppe tatarer gør holdt ved klosteret. Rubljov og Kirill er bekymrede, da de så tatarernes brutalitet i Vladimir, men Durotjkas naive sind kan ikke huske, hvad der skete i Vladimir og hun er fascineret af tatarernes skinnede rustninger. Tatarerne driller hende, men de kan lide hende, og Durotjkas er tiltrukket af dem. Rubljov forsøger at trække hende væk fra tatarerne, og først da hun spytter på ham, slipper han hende. Hun rider væk med en tatar, der lover at gøre hende til sin første russiske hustru, og den ottende i alt.
Klokken (1423-1424)Denne del af filmen handler om Boriska, sønnen af en klokkemager. Fyrsten sender sine mænd ud for at finde Boriskas far, som fyrsten ønsker skal støbe en bronzeklokke til en kirke. Mændene finder ikke faren, men i stedet den unge Boriska, der forklarer, at området har været ramt af pesten, og at faren er død, men at faren på sit dødsleje fortalte ham klokkemetallets hemmelighed; Boriska er nu den eneste, der kender hemmeligheden, og han beder mændene om at tage ham med dem. De tror ikke på ham, men tager ham dog med til fyrsten, men fortæller, at det vil koste ham hovedet, hvis han fejler. Boriska kaster sig over arbejdet med stor entusiasme og herser rundt med arbejderne for at støbe bronzeklokken. Arbejdet griber om sig og tiltrækker flere tilskuere, især Rubljo, der tryllebundet ser til, mens drengen giver alt hvad han har og vokser med opgaven. Først da sandhedens øjeblik – for øjnene af hele Vladimir og ved de tvivlende bemærkninger fra italienske diplomater - er kommet, tvivler Boriska: Vil den flere tons tunge klokke ringe eller ej? Efter en lang sekvens slås klokken an, og dens klang kan høres over hele byen. Da folkemængden spredes, finder Rubljov Boriska alene, fortvivlet og hulkende: Boriska fortæller, at faren tog sin hemmelighed med sig i graven og aldrig fortalte den til Boriska. Rublev beroliger ham og bryder tavsheden: "Du vil støbe klokker, og jeg vil male ikoner. Sammen går vi til treenigheden."
Epilog
I epilogen, der som den eneste del af filmen er i farve, panorerer kameraet hen over nogle af Rubljovs fresker og ikoner. Den sidste scene viser fire heste, der står ved flodbredden i torden og regn.

## Medvirkende i udvalg
- Anatolij Solonitsyn – Andrej Rubljov
- Ivan Lapikov – Kirill
- Nikolaj Grinko – Daniil Tjornij
- Nikolaj Sergejev – Theofanes grækeren
- Irma Rausj – Durotjka
- Nikolaj Burljajev – Boriska
- Jurij Nazarov – Fyrst Jurij af Zvenigorod / Storhertug Vasilij 1. af Moskva
- Jurij Nikulin – budbringeren Patrikej
- Mikhail Kononov – Foma
- Nikolaj Glazkov – Jefim
- Bolot Bejsjenalijev – Edigu, Khan af Nogajhorden

## Produktion
Mens Tarkovskij arbejdede på sin første spillefilm Ivans barndom, foreslog han Mosfilm at indspille en film om Ruslands berømte ikonmaler Andrej Rubljov. Der blev skrevet kontrakt i 1962 og det foreløbige manuskript blev godkendt i december 1963. Tarkovskij og med-forfatter på manus, Andrej Kontjalovskij arbejdede med manuskriptet, der blev godkendt i april 1964, hvorefter Tarkovskij påbegyndte indspilningerne.
Tarkovskij ønskede ikke, at filmen skulle være en historisk eller biografisk film om Rubljov, men ville i stedet vise sammenhængen mellem en kreativ persons karakter og de tider, som han levede i og vise udviklingen af en kunstners modning og udviklingen af talentet. Han valgte Rubljov grundet dennes betydning for den russiske kulturhistorie.
Tarkovskij ønskede den dengang ukendte skuespiller Anatolij Solonitsyn til rollen som Andrej Rubljov, da en ukendt skuespiller ikke ville give publikum associationer til skuespillerens tidligere roller og derved påvirke opfattelsen af filmens Rubljov. Tarkovskij anvendte senere Solonitsyn til roller i sine film Solaris, Spejlet og Vandringsmanden.
Filmens oprindelige budget var 1,6 mio. rubler, men budgettet blev løbende beskåret til 1 mio. rubler. Til sammenligning havde Sergej Bondartjuks samtidige produktion Krig og fred et budget på 8,5 mio. rubler. Som følge af det stramme budget måtte flere af originalmanuskriptets scener udgå. Filmen endte med at koste 1,3 mio. rubler efter at kraftige snefald i vinteren 1965-66 betød, at optagelserne måtte udskydes til senere på foråret.
Filmen blev optaget "on location" ved floden Nerl og de historiske steder Vladimir/Suzdal, Pskov, Izborsk og Petjory.
Filmen er optaget i sort-hvid bortset fra epilogen, der er optaget i farve. Tarkovskij har forklaret, at folk i dagligdagen ikke lægger mærke til farver. Rubljovs liv fremstilles derfor i sort-hvid, men hans kunst i farve.
Den første udgave af filmen var færdig i juli 1966. Den første udgave have titlen Strasti po Andryeyu (russisk: Страсти по Андрею, da.: ~ Passion ifølge Andrej) og var 195 minutter lang. Den statslige filmkomité Goskino forlangte imidlertid, at filmen blev klippet ned og at scener med negativitet, vold og nøgenhed blev beskåret. Filmen blev herefter klippet ned til en udgave på 190 minutter og herefter en udgave på 186 minutter.

## Udgivelse og filmcensur
Den nedklippede film havde under titlen Andrej Rubljov premiere ved en enkelt visning i Dom Kino i Moskva i 1966. Publikum var entusiastiske på trods af kritik af de mange udpenslede voldsscener i filmen. Men filmen fik imidlertid ikke filmcensorernes tilladelse til udgivelse. Kommunistpartiets centralkomité skrev i sin anmeldelse, at "filmens ideologiske fejl er utvivlsomme" og filmen blev anklaget for at være "anti-historisk" i sit forsøg på at portrættere den historiske kontekst i Rubljovs liv: udviklingen af større byer og kampen mod mongolerne/tatarerne. Tarkovskij klagede i februar 1967 over at filmen endnu ikke var blevet godkendt til udgivelse, men nægtede at klippe flere scener ud af filmen.
Filmen blev inviteret til visning ved Filmfestivalen i Cannes i 1967 som led i festivalens planlagte markering af 50 års jubilæet for Oktoberrevolutionen, men det officielle sovjetiske svar var, at filmen endnu ikke var færdiggjort, og at derfor ikke kunne vises på festivalen. En ny invitation blev sendt i 1969 fra festivalens side, og denne gang fik filmen lov til at blive vist, men kun uden for konkurrencen. Ved visningen på festivalens sidste dag var publikum begejstret, og filmen modtog de internationale filmkritikeres (FIPRESCI) pris. USSR søgte at hindre visning af filmen i Frankrig og i andre lande, men uden held, da den franske distributør i 1969 havde erhvervet de juridiske rettigheder til at distribuere filmen.
I Sovjetunionen arbejdede Tarkovskijs støtter, herunder filmmanden Grigorij Kozintsev, komponisten Dmitrij Sjostakovitj og redaktøren af Iskusstvo Kino, Jevgenij Surkov, for at få filmen udgivet. Tarkovskij og dennes anden hustru Larisa Tarkovskaja skrev flere breve til indflydelsesrige personer til støtte for filmen, og Larisa Tarkovskaja gik endog til Sovjetunionens premierminister og formand for den øverste sovjets præsidium, Aleksej Kosygin.
Filmen blev endelig udgivet i USSR den 24. december 1971 i den 185 minutter lange udgave fra 1966. Filmen solgt 2,98 millioner biletter. Da filmen blev udgivet, skrev Tarkovskij i sin dagbog, at der ikke var opsat en eneste filmplakat for filmen, men at alle biografer var udsolgt.
Filmen blev i 1973 vist i en 101 minutter lang udgave på sovjetisk tv, som Tarkovskij ikke havde godkendt. Flere scener var klippet ud, herunder angrebet fra tatarerne og scenen med de nøgne hedninge. Epilogen var i sort-hvid, da sovjetisk tv i 1973 endnu ikke havde gennemført overgang til farve-tv. Samme år blev filmen distribueret i USA og andre lande, herunder i Danmark, distribueret af Columbia Pictures i en yderligere nedklippet udgave, der i mange kritikeres øjne gjorde filmen usammenhængende og rodet, hvilket første til dårlige anmeldelser.
I midten af 1990'erne blev den oprindelige 205 minutter lange udgave udgivet på LaserDisc af The Criterion Collection og genudgivet i 1999 på DVD. Criterion markedsførte denne udgave som "director's cut" på trods af, at Tarkovskij tidligere havde udtalt, at han foretrak udgaven på 186 minutter fremfor den oprindelige version. Criterion har siden udgivet begge versioner af filmen.

## Anmeldelser og modtagelse

### Anmeldelser
Filmen modtog ved sin udgivelse generelt fremragende anmeldelser og er med tiden blevet anset som en af de største "kunstfilm" (art film) gennem tiderne. Således topper filmen The Guardians liste over verdens bedste film i kategorien "Arthouse and Drama", foran film som Mulholland Drive og Citizen Kane, ligesom filmen også af filmsitet IMDb er kåret som verdens bedste Art film.
Filmen er endvidere medtaget på diverse lister over verdens bedste film, verdens bedste kunstfilm m.v.

### Priser
Filmen blev vist udenfor konkurrence ved Filmfestivalen i Cannes i 1969, hvor filmen modtog de internationale filmkritikeres (FIPRESCI) pris. Filmen modtog tillige priser ved de franske filmkritikeres prisuddeling i 1973 som bedste udenlandske film og tilsvarende ved de finske Jussi Awards i 1973. Samme år modtog filmen prisen som "bedste Art Film" ved Asolo Art Film Festival. Den restaurerede udgave af filmen blev i 2023 nomineret til "bedste restaurerede film" ved Filmfestivalen i Venedig.